# Phytoliriomyza luna
Phytoliriomyza luna (лат.) — вид мелких минирующих мух рода Phytoliriomyza из подсемейства Phytomyzinae (Agromyzidae, Diptera). Находки зарегистрированы из Японии (Хоккайдо, Хонсю, Сикоку).

## Описание
Крупный жёлтый вид (длина крыла 2,7—2,9 мм) с темно-жёлтым скутумом с медиальной и парой темно-коричневых латеральных полос, полностью жёлтым скутеллюмом, чёрным 1-м члеником жгутика, жёлтым максиллярным щупиком, жёлтыми жужжальцами и жёлтыми ногами. Эпандрий самца внутри-дистально с длинной бугорковидной щетинкой, а внутри-базально с гребнем, состоящим из 7—9 длинных сросшихся бугорковидных щетинок. Личинка минирует таллом печёночного мха Conocephalum salebrosum и C. purpureorubrum. Места обитания этого вида — берега ручьёв и мезические склоны в субальпийских хвойных лесах с преобладанием Abies spp., Picea и Betula spp. Этот вид является унивольтинным, и взрослые особи появляются из перезимовавших куколок весной. Вид был впервые описан в 2022 году японским энтомологом Макато Като (Киотский университет, Киото, Япония). Название таксона связано с луной, так как имеется чёткий, округлый, жёлтый рисунок на скутуме, сходный с полной луной.